# 4289 Biwako
A 4289 Biwako (ideiglenes jelöléssel 1989 UA2) a Naprendszer kisbolygóövében található aszteroida. A. Sugie fedezte fel 1989. október 29-én.